# Live in Hyde Park
Live in Hyde Park는 레드 핫 칠리 페퍼스의 라이브 음반으로, 2004년 발매되었다.